# Басков, Владислав Геннадьевич
Владисла́в Генна́дьевич Баско́в (20 декабря 1975) — российский футболист, полузащитник.

## Биография
Воспитанник ленинградского футбола. В 1994 году 18-летний Басков стал игроком дублирующего состава «Зенита», провёл за него 8 игр, забил 1 гол. В том же году был переведён в основной состав команды. В 1994—1995 годах провёл за «Зенит» в первой лиге три матча.
Затем уехал в Китай, где играл два года, сначала за «Шанхай Шэньхуа», затем за «Гуанчжоу Сунжи». После возвращения из Азии играл в первой лиге за ижевский «Газовик-Газпром», но задержался там ненадолго.
Вернувшись в Петербург, перешёл в команду второй лиги «Динамо». Некоторое время провёл в Латвии, в «Вентспилсе», после чего снова играл за «Динамо».
Прошёл с «Динамо» в 2000—2002 годах путь от КФК до 4-го места в первом дивизионе.
После расформирования «Динамо», произошедшего в конце 2003 года, Басков играл за ряд других российских клубов низших дивизионов, а закончил карьеру в 2007 году в возрождённом «Динамо».

## Достижения
- 3-е место в первенстве России среди команд первого дивизиона: 1995 (выход в высшую лигу) («Зенит» СПб)
- 2-е место в чемпионате Китая: 1996 («Шанхай Шэньхуа»)
- 3-е место в чемпионате Латвии: 1999 («Вентспилс»)